# Ercans internationella flygplats
Ercans internationella flygplats (turkiska: Ercan Uluslararası Havalimanı) är en flygplats i Cypern. Den ligger i distriktet Eparchía Lefkosías, i den östra delen av landet, norr om orten Kırklar. Ercans internationella flygplats ligger 91 meter över havet.